# Sara Danius
Sara Maria Danius (Täby, 5 de abril de 1962-Estocolmo, 12 de octubre de 2019) fue una crítica literaria y filósofa sueca, y una estudiosa de la literatura y la estética. Fue profesora de estética en la Universidad de Södertörn, docente de literatura en la Universidad de Uppsala y profesora de crítica literaria en la Universidad de Estocolmo.
Fue miembro de la Academia Sueca y su primera mujer secretaria permanente. Fue una de las figuras centrales en las polémicas de 2018 que resultaron en la cancelación del Premio Nobel de Literatura en ese año y la siguiente reestructuración de la academia.

## Infancia y educación
Danius era hija de la autora Anna Wahlgren (1942) y Lars Danius (1907-1996). Fue la mayor de nueve hermanos y medio hermanos. Fue a la escuela secundaria en Täby, donde estudió ciencias naturales. Jugó baloncesto en Elitserien, la liga más alta de Suecia, y continuó jugando a nivel recreativo durante toda su vida. En 1981 y 1982, trabajó como crupier y repartidora de cartas certificada en casinos en Estocolmo. 
Se graduó por la Universidad de Estocolmo en 1986. Obtuvo su maestría en Artes en Teoría Crítica por la Universidad de Nottingham en 1989. Vivió en los Estados Unidos durante diez años y, en 1997, finalizó un doctorado de la Universidad de Duke. En 1999 obtuvo un doctorado por la Universidad de Uppsala. Publicó sobre la relación entre literatura y sociedad y escribió sobre Marcel Proust, Gustave Flaubert y James Joyce.

## Carrera
Danius fue crítica literaria del diario sueco Dagens Nyheter desde 1986. En 2008, se convirtió en profesora de estética en la Universidad de Södertörn y docente de literatura en la Universidad de Uppsala. Fue miembro ejecutivo de la Real Academia Sueca de Letras desde 2010, y en 2013 se convirtió en profesora de crítica literaria en la Universidad de Estocolmo.
En marzo de 2013, fue elegida miembro de la Academia Sueca, sucediendo a Knut Ahnlund en la silla 7. Fue instalada formalmente en la academia en una ceremonia realizada el 20 de diciembre de 2013. Asumió el cargo de secretaria permanente de la Academia sucediendo a Peter Englund el 1 de junio de 2015.
Se le pidió que renunciara a su cargo y abandonó la Academia el 12 de abril de 2018, en el contexto de críticas por el manejo por parte de la Academia del escándalo de Jean-Claude Arnault relacionado con el Mee Too. El escándalo se convirtió en las controversias de 2018 que resultaron en la cancelación del Premio Nobel de Literatura ese año y la consiguiente reestructuración de la Academia.
Dos exsecretarios permanentes, Sture Allén y Horace Engdahl, mencionaron a Danius como una líder débil en su manejo del asunto. El 26 de febrero de 2019 dimitió de su puesto en la Academia Sueca. Su movimiento se produjo después de que varios miembros de la academia intentaron barrer el escándalo debajo de la alfombra, lo que provocó la renuncia de tres miembros de la academia «con disgusto».

## Vida privada
Danius tuvo interés en la moda. En los banquetes de entrega del premio Nobel lució vestidos especialmente diseñados por Pär Engsheden e inspirados por tres autores a los que admiraba: Marcel Proust, Honoré de Balzac y Virginia Woolf. Su prenda característica, una blusa con lazo en el cuello, se convirtió en un símbolo para quienes la apoyaron durante la crisis de la Academia Sueca.
De 1989 a 2010, estuvo casada con el autor Stefan Jonsson; tuvieron un hijo llamado Leo.
Falleció el 12 de octubre de 2019, a los 57 años, después de haber padecido cáncer de mama durante varios años.